# كاندان طرحان
كاندان طرحان (بالتركية: Candan Tarhan)‏ هو مدرب كرة قدم ولاعب كرة قدم تركي في مركز الهجوم، ولد في 26 يونيو 1942 في عنتاب في تركيا، وتوفي في 18 أبريل 1989. لعب مع Turanspor ‏.

## وصلات خارجية
- كاندان طرحان على موقع اتحاد تركيا (لاعب) (الإنجليزية)